# Ximelagatran
Ximelagatran (Exanta® of Exarta®, H 376/95) was het eerste orale antistollingsmiddel dat uitgebreid onderzocht werd als een alternatief voor de vitamine K- antagonisten. In 2006 kondigde de fabrikant AstraZeneca aan dat ze na meldingen van hepatotoxiciteit (leverschade) het middel zou terugtrekken. De firma stopte de distributie in landen waar het geneesmiddel al was goedgekeurd. Duitsland, Portugal, Zweden, Finland, Noorwegen, IJsland, Oostenrijk, Denemarken, en Frankrijk

## Aangrijpingspunt
Ximelagatran is een directe trombine-remmer. Het is het eerste lid van deze klasse dat oraal kon worden ingenomen. Het werd 2x daags oraal toegediend en snel geabsorbeerd door de dunne darm. Ximelagatran is een prodrug die wordt omgezet in het actieve middel melagatran. Deze omzetting vindt plaats in de lever en vele andere weefsels, en bestaat uit de hydrolyse van de ester en de reductie van het hydroxylimine.
|  |

Naderhand zijn  andere orale antistollingsmiddelen ontwikkeld zoals Dabigatran, Rivaroxaban, Apixaban en Edoxaban.

## Indicatie
Van het middel werd veel verwacht bij diepe veneuze trombose, het voorkomen van secundaire veneuze trombose  en complicaties van boezemfibrilleren, zoals een beroerte. De werkzaamheid van ximelagatran voor deze indicaties was goed gedocumenteerd.
Een voordeel was dat het oraal kan worden genomen zonder enige controle van de  antistollings eigenschappen. Dit zou het onderscheiden van vitamine K -antagonisten en heparine. Een nadeel was het ontbreken van een tegengif bij acute bloeding, terwijl vitamine K-antagonisten kunnen  worden geantagoneerd door vitamine K en heparine door  protamine.

## Bijwerkingen
Ximelagatran werd over het algemeen goed verdragen bij de proefpersonen, maar een aantal (5-6%) ontwikkelden verhoogde leverenzymen-niveaus, die de FDA deed besluiten om een eerste aanvraag voor goedkeuring in 2004 af te wijzen. De verdere ontwikkeling werd definitief stopgezet in februari 2006, nadat bleek dat ernstige leverschade zich zou kunnen ontwikkelen.